# Veronica Unlimited
A Veronica Unlimited egy négytagú holland diszkóegyüttes volt, amely 1977 és 1983 között létezett. Legismertebb slágerük a Gimme More.

## A tagok
- Iris Wolkenstein
- Angelika (Angie) Kreutz
- Gabriele (Gaby) Kreutz
- Manfred Köhler

## Karriertörténet
Az 1970-es évek második felében Európa-szerte nagy népszerűségnek örvendett a diszkózene, főleg annak dallamosabb változata, az ún. eurodisco. E műfaj egyik fellegvára az NSZK mellett Hollandia volt, ahonnan a Teach-In együttes is származott. A Luv’ nevű női trió sikerei nyomán indult be azonban igazán a holland diszkógépezet, melynek köszönhetően hamarosan a műfaj olyan rövidebb-hosszabb életű sztárjai léptek az európai diszkózene porondjára, mint a Dolly Dots, a Doris D. and the Pins, a Babe, a Champagne, a Chaplin Band, a Fantastique, az Earth & Fire, a Maywood, a Snoopy, a Spargo, a Stars on 45 vagy a Vulcano. E sorba tartozik az 1977-ben alakult Veronica Unlimited is, mely Hans van Hemert zenei producer kezdeményezésére jött létre, akárcsak a Luv’. A négytagú együttest három csinos hölgy és egy jóképűnek mondható fiatalember alkotta: Iris Wolkenstein fotómodell, Angelika és Gabriele Kreutz (testvérek), valamint a német Manfred Köhler. A What Kind of Dance Is This című dallal váltak igazán ismertté, amely tulajdonképpen egy 4 dalból álló egyveleg, melyben olyan örökzöld melódia is felcsendül, mint a Mr. Tambourine Man (Bob Dylan szerzeménye), illetve a Beatles nagy slágere, az A Hard Day’s Night. A következő évben jelent meg talán legnépszerűbb diszkófelvételük, a Gimme More. Bár nem sikerült a műfaj élvonalbeli sztárjai közé kerülniük, nem voltak éppen sikertelenek, ezért némileg meglepő, hogy Európában kizárólag csak kislemezeik jelentek meg. Ráadásul a Gimme More után csak 2 évvel később jöttek az újabb dalok, amikor már az eurodisco népszerűsége kezdett visszaesni. A Daddy-O, a New York City és a Sailing in the Sun azonban még bekerült a rádióállomások és a lemezklubok kedvencei közé. Az Arabesque-hez hasonlóan egyébként a Veronica Unlimited is jóval népszerűbb volt Japánban, mint Európában, olyannyira, hogy a távoli szigetországban fantáziát láttak a nagylemezük megjelentetésében, amit Veronica Sound Shower címmel 1981-ben vásárolhattak meg az érdeklődők. A diszkózene népszerűségének visszaesése vetett véget 1983-ban a Veronica Unlimited pályafutásának is.

## Ismertebb lemezeik

### Kislemezek, maxik
- 1977 Right On / Baby Baby
- 1977 Right On / Children’s Opera
- 1977 What Kind of Dance Is This / Ferme La Porte
- 1978 Gimme More / Jet Legs
- 1980 What a Lousy Party / Love Me, Baby!
- 1981 Daddy-O / Lost Love
- 1981 Sailing in the Sun / I Wanna Dance with You
- 1981 Disco Doona / Don’t Let Me Down
- 1982 What a Lousy Party / Sailing in the Sun
- 1982 New York City / I Feel Like Dancing
- 1982 I Wanna Dance with You / Sun, Sun Singing in the Sun
- 1992 Gimme More (remix)

### Albumok
- 1981 Veronica Sound Shower (Japán)
- 2003 The Best of Singles Collection 1977–1982 (válogatás)

## Külső hivatkozások
- Lengyel nyelven az együttesről
- Japán nyelven az együttesről Archiválva 2008. július 31-i dátummal a Wayback Machine-ben
- Videó: New York City
- Zene: New York City
- Zene: Daddy-O